# Bedawang

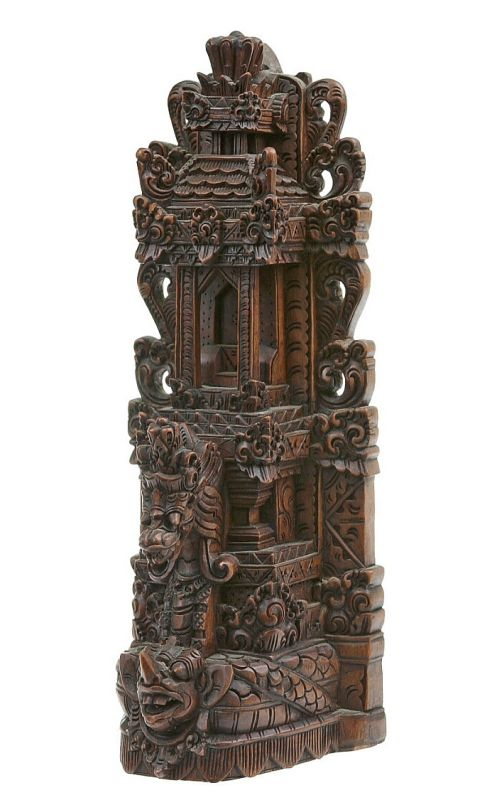
Bedawang en de slang Antaboga

Bedawang of Bedawang Nala is een reusachtige schildpad uit de Balinese mythologie, deze schildpad heeft de wereld op de rug. Bedawang werd door Antaboga geschapen tijdens een meditatie, met twee draken ondersteunt hij de menselijke wereld. 
Als Bedawang beweegt, zijn er aardbevingen en vulkanische uitbarstingen op de aarde. 

## Etymologie
- Bedawang = kokend water
- Nala = brandmiddel

Bidawang betekent "schildpad rivier" (Banjar taal)